# توران كشلاكجي
توران كشلاكجي (بالتركية: Turan Kışlakçı)؛ الكاتب والصحفي التركي، والمدير العام لقناة تي آر تي العربية،
يجيد اللغة العربية بطلاقة كتابة ومحادثة ويتكلم اللغة إنجليزية بشكل جيد.
ولد «توران كشلاكجي» عام 1973 في مدينة بينغول شرق تركيا، وتلقى مرحلة التعليم الأساسي والتعليم الثانوي في مدارس المدينة، كما درس لمدة عام في كلية الاقتصاد في جامعة مالاطية قبل انتقاله إلى باكستان حيث تخرج هناك من قسم أصول الدين في الجامعة الإسلامية الدولية
في إسلام أباد، ودرس الفلسفة وتاريخ الأديان في نفس الجامعة.
وحاليا يدرس العلاقات الدولية في جامعة إسطنبول التجارية.  نسخة محفوظة 13 يونيو 2016 على موقع واي باك مشين.

## نشاطه أيام الجامعة
أصدر توران خلال سنوات دراسته في باكستان جريدة اللمعة (بالإنجليزية: Spark)، باللغة العربية واللغة إنجليزية.
 نسخة محفوظة 13 يونيو 2016 على موقع واي باك مشين.

## يني شفق
عمل «توران كشلاكجي» لمدة ثمانية سنوات بين عامي 1999و2007 مع الجريدة التركية المعروفة جريدة يني شفق (بالتركية: Yeni Şafak)، رئيس التحرير في قسم الأخبار الدولية بالجريدة.
 نسخة محفوظة 13 يونيو 2016 على موقع واي باك مشين.

## وكالة الأناضول

شعار وكالة أنباء الأناضول

أشرف توران كشلاكجي على تأسيس القسم العربي في وكالة أنباء الأناضول منذ انطلاقه سنة 2011 وأستمر في هذا المنصب حتى أصبح المدير العام لقناة تي آر تي العربية سنة 2015. 

## قناة تي آر تي العربية
يشرف توران كشلاكجي على إعادة هيكلة القناة منذ توليه هذا المنصب في 2015 .

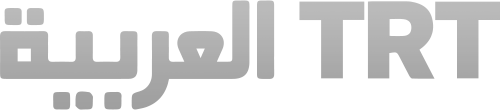
شعار قناة تي آر تي العربية

[وصلة مكسورة]

## أوسمته
- جائزة «أنجح مذيع أخبار في شبكة الإنترنات» في مايو 2011 .
- وسام «الشرف والشجاعة» من قبل المجلس الوطني الانتقالي الليبي في شباط/ فبراير 2012 .

## مقالاته
يكتب توران كشلاكجي مجموعة من المقالات المتعقلة بالشأن التركي والعربي عموما وله العديد منها في مجموعة من المجلات والجرائد مثل يني شفق  وتايم ترك  وغيرها  .

## كتبه

كتاب أبو الأعلى المودودي

- كتاب الربيع العربي وصدر في أيلول/سبتمبر من سنة 2011.

كتاب الربيع العربي

- كتاب أبو الأعلى المودودي.

## وصلات خارجية
- موقع قناة تي آر تي العربية نسخة محفوظة 25 سبتمبر 2018 على موقع واي باك مشين.